# NASCAR Winston Cup Series 1975
La NASCAR Winston Cup Series 1975 è stata la 27ª edizione del campionato professionale di stock car. Il campionato è cominciato il 19 gennaio per concludersi il 12 novembre. Il campione in carica era Richard Petty.

## Campionato
Il campionato è stato vinto da Richard Petty.